# Adolf von Auersperg
El Príncipe Adolf Wilhelm Carl Daniel von Auersperg (21 de julio de 1821 en Vlašim, Bohemia - 5 de enero de 1885 en Schloss Goldegg, Neidling) fue un estadista austro-bohemio. Sirvió como 8.º Ministro-Presidente de la Cisleitania.

## Biografía
Después de estudiar leyes, sirvió como oficial de la caballería imperial entre 1841 y 1860 y alcanzó el rango de mayor en el regimiento de Dragones Príncipe Eugenio. En 1867 entró en la vida política como miembro del Landtag (asamblea provincial) bohemio, siendo elegido por los terratenientes liberales. Diez meses más tarde, tras la dimisión del Conde Hartig, fue elegido Mariscal Supremo del Reino de Bohemia, continuando en este puesto hasta 1870. En enero de 1869 fue nombrado miembro vitalicio de la Cámara Alta del Reichsrat austriaco, en el que participó de forma conspicua.
Fue gobernador de Salzburgo entre 1870 y 1871, y demostró ser en esa posición, así como en la subsiguiente vida política, un partidario incondicional de la constitución.
En 1871 sucedió a Karl von Hohenwart como primer ministro de la mitad occidental del imperio (Ministro-Presidente de la Cisleitania). El ministerio de Auersperg promulgó una reforma electoral (1873), aseguró elecciones directas a la cámara baja del Reichsrat, y fortaleció una entente política con Hungría. Disputas de partido sobre la ocupación austriaca de Bosnia finalmente le obligaron a dimitir en 1879. La renuncia de Auersperg marcó el fin del liberalismo germano en la política austriaca hasta el resto de años del imperio.

## Familia
Era el hijo del Príncipe Wilhelm II de Auersperg (1781-1827), Duque de Gottschee, y de Friederike Luise Henriette von Lenthe; 1791-1860). Su hermano el Príncipe Karl von Auersperg también fue primer ministro de Austria (1867-68). Sus otros hermanos fueron Aglae (1812-1899), Wilhelmine (1813-1886), Alexander (1818-1866) y Leopoldine (1820-1821).
Adolf se casó dos veces: 
- la primera vez (1845) con la Baronesa Aloysia Johanna Mladota von Solopisk (1820-1849), hija de Adalbert, Barón Mladota von Solopisk y de la Baronesa Franziska Schirndinger von Schirnding; sin descendencia.
- la segunda vez (1857) con la Condesa Johanna Feststics von Tolna (1830-1884), hija del Conde Ernst Johann Wilhelm Festetics von Tolna y de la Baronesa Johanna Clara Maria Josepha Kotz von Dobrz. Este matrimonio produjo un hijo:
  - Karl (1859-1927), quien se convirtió en el 9.º Príncipe de Auersperg. Karl se casó en 1885 con la Condesa Eleonore Maria Gobertina Breunner von Enkevoirth (1864-1920), hija del Conde August Breunner von Enkevoirth y de la Condesa Maria Agathe Szechenyi de Sarvár-Felsovidek. Tuvieron cinco hijos:
    - Príncipe Adolf von Auersperg (1886-1923), desposó (1914) a la Condesa Gabrielle von Clam und Gallas (su hijo Karl-Adolf, 10.º Príncipe de Auersperg, desposó a la Condesa Feodore de Solms-Baruth, hija del Príncipe Friedrich III zu Solms-Baruth y de la Princesa  Adelaida de Schleswig-Holstein-Sonderburg-Glücksburg); tuvo descendencia.
    - Princesa Agathe von Auersperg (1888-1973), desposó (1913) a Alexander, 5.º Príncipe de Schönburg-Hartenstein.
    - Princesa Johanna von Auersperg (1890-1967), desposó (1917) al Conde Rudolf de Meran, hijo del Conde Franz de Meran y de la Condesa Theresia von Lamberg (1836-1913).
    - Princesa Eleonore von Auersperg (1892-1967), desposó (1919) a Erwin Wallner, cuyo hijo Rudolf Wellner desposó a la Condesa Marie Hoyos von und zu Stichsenstein (n. 1921).
    - Príncipe Karl von Auersperg-Breunner (1895-1980), desposó (1927) a la Condesa Henriette de Meran.